# Lomaspilis albomarginata
Lomaspilis albomarginata là một loài bướm đêm trong họ Geometridae.